# Pembe ve Mavi
Pembe ve Mavi ist eine türkische Zeichentrickserie von Varol Yaşaroğlu, die im Jahr 2005 auf dem türkischen Fernsehsender Kanal D ausgestrahlt wurde. In der Serie sind die weiblichen Charaktere rosa (Pembe) und die männlichen Charaktere sind blau (Mavi).

## Handlung
Die Figuren leben in Häusern mit großen Gärten. Die Serie beschreibt das Familienleben auf humorvolle Weise.

## Synchronisation
| Rolle         | Originalsprecher   |
| ------------- | ------------------ |
| Saniye        | Buket Yanmaz       |
| Taci          | Ali Rıza Kubilay   |
| Zeliş         | Seda Fettahoğlu    |
| Vural         | Berk Tokay         |
| Avni          | Vural Yaşaroğlu    |
| Naci          | Berk Tokay         |
| Celal         | Kuntay Kambur      |
| Hümeyra       | Sena Taşkapılıoğlu |
| Cemal         | Kuntay Kambur      |
| Ercü Potur    | Sena Taşkapılıoğlu |
| Hakkı Saklı   | Berk Tokay         |
| Cem Yılmaz    | Cem Yılmaz         |
| Okan Bayülgen | Okan Bayülgen      |

## Veröffentlichung
Die Mini-Serie wurde vom Studio Grafi2000 produziert. Die 8 je 25 Minuten langen Folgen wurden vom 20. Februar 2005 bis 25. April 2005 von Kanal D in der Türkei ausgestrahlt. Die 9. Folge erschien im VCD-Format.

## Episodenliste
| Nr. (ges.) | Nr. (St.) | Deutscher Titel | Originaltitel | Erstausstrahlung Türkei | Deutschsprachige Erstveröffentlichung (D/A/CH) |
| ---------- | --------- | --------------- | ------------- | ----------------------- | ---------------------------------------------- |
| 1          | 1         | –               | Meteor        | 20. Feb. 2005           | –                                              |
| 2          | 2         | –               | Loto          | 25. Feb. 2005           | –                                              |
| 3          | 3         | –               | Randevu       | 6. März 2005            | –                                              |
| 4          | 4         | –               | Set           | 13. März 2005           | –                                              |
| 5          | 5         | –               | Değiş Tokuş   | 20. März 2005           | –                                              |
| 6          | 6         | –               | Komşu         | 12. Apr. 2005           | –                                              |
| 7          | 7         | –               | Uzaylı        | 19. Apr. 2005           | –                                              |
| 8          | 8         | –               | Hipnotizma    | 25. Apr. 2005           | –                                              |
| 9          | 9         | –               | Japon Misafır | Juni 2005               | –                                              |